# Reelle Zahl

Die reellen Zahlen (ℝ) beinhalten die rationalen Zahlen (ℚ), zu denen wiederum die ganzen Zahlen (ℤ) und die natürlichen Zahlen (ℕ) gehören

Die reellen Zahlen bilden einen in der Mathematik bedeutenden Zahlenbereich. Er ist eine Erweiterung des Bereichs der rationalen Zahlen, womit die Maßzahlen der Messwerte für übliche physikalische Größen wie zum Beispiel Länge, Temperatur oder Masse als reelle Zahlen aufgefasst werden können. Die reellen Zahlen umfassen die rationalen Zahlen und die irrationalen Zahlen.
Die Gesamtheit der reellen Zahlen hat gegenüber der Gesamtheit der rationalen Zahlen besondere topologische Eigenschaften. Diese bestehen unter anderem darin, dass für jedes „stetige Problem“, für das in einem gewissen Sinne beliebig gute, nahe beieinander liegende näherungsweise Lösungen in Form von reellen Zahlen existieren, auch eine reelle Zahl als exakte Lösung existiert. Daher können die reellen Zahlen in der Analysis, der Topologie und der Geometrie vielseitig eingesetzt werden. Beispielsweise können Längen, Flächeninhalte und Rauminhalte sehr vielfältiger geometrischer Objekte sinnvoll als reelle Zahlen, nicht aber etwa als rationale Zahlen definiert werden. Wenn in empirischen Wissenschaften mathematische Konzepte – wie zum Beispiel Längen – zur Beschreibung eingesetzt werden, spielt daher dort auch die Theorie der reellen Zahlen oft eine wichtige Rolle.

## Einteilung der reellen Zahlen

Die reellen Zahlen werden in der Schule häufig mit der Zahlengeraden veranschaulicht.

Zur Bezeichnung der Menge aller reellen Zahlen wird das Symbol {\displaystyle \mathbb {R} } (Unicode U+211D: ℝ, siehe Buchstabe mit Doppelstrich) oder auch {\displaystyle \mathbf {R} } verwendet. Die reellen Zahlen umfassen
- rationale Zahlen: {\displaystyle \mathbb {Q} =\left\{\dotsc ,-{\tfrac {2}{1}},-{\tfrac {1}{2}},-{\tfrac {1}{1}},0,{\tfrac {1}{1}},{\tfrac {1}{2}},{\tfrac {2}{1}},{\tfrac {1}{3}},\dotsc \right\}=\left.\left\{{\tfrac {p}{q}}\right|p\in \mathbb {Z} ,q\in \mathbb {N} \setminus \{0\}\right\}},
  - ganze Zahlen: {\displaystyle \mathbb {Z} =\{\dotsc ,-2,-1,0,1,2,\dotsc \}},
    - natürliche Zahlen: {\displaystyle \mathbb {N} } (ohne 0): {\displaystyle \{1,2,3,\dotsc \}} oder (mit 0): {\displaystyle \{0,1,2,3,\dotsc \}} (auch {\displaystyle \mathbb {N} _{0}}) und
- irrationale Zahlen: {\displaystyle \mathbb {R} \setminus \mathbb {Q} } = die Menge aller Elemente von {\displaystyle \mathbb {R} }, die nicht in {\displaystyle \mathbb {Q} } liegen. Diese lassen sich wiederum unterteilen in
  - algebraische irrationale Zahlen und
  - transzendente irrationale Zahlen. Zu letzteren gehören die
    - nicht berechenbaren Zahlen.

Die rationalen Zahlen sind diejenigen Zahlen, die sich als Bruch ganzer Zahlen darstellen lassen. Eine Zahl heißt irrational, wenn sie reell, aber nicht rational ist. Die ersten Beweise, dass die Zahlengerade irrationale Zahlen enthält, wurden von den Pythagoräern geführt. Irrationale Zahlen sind beispielsweise die nicht ganzzahligen Wurzeln aus ganzen Zahlen wie {\displaystyle {\sqrt {2}}} oder {\displaystyle {\sqrt[{3}]{7}}}.
Eine die rationalen Zahlen umfassende Teilmenge der reellen Zahlen ist die Menge der (reellen) algebraischen Zahlen, d. h. der reellen Lösungen von Polynomgleichungen mit ganzzahligen Koeffizienten. Diese Menge umfasst unter anderem sämtliche reellen {\displaystyle n}-ten Wurzeln aus rationalen Zahlen für {\displaystyle n\in \mathbb {N} } und deren endliche Summen, aber nicht nur diese (z. B. Lösungen geeigneter Gleichungen 5. Grades). Ihr Komplement in {\displaystyle \mathbb {R} } ist die Menge der reellen transzendenten Zahlen. Eine transzendente Zahl ist demnach stets irrational. Transzendent sind zum Beispiel die Kreiszahl {\displaystyle \pi } (Pi) und die Eulersche Zahl {\displaystyle e}. Alle bisher genannten Beispiele sind berechenbar, im Gegensatz zum Grenzwert einer Specker-Folge.

## Notation für häufig verwendete Teilmengen der reellen Zahlen
Ist {\displaystyle a\in \mathbb {R} }, dann bezeichnet
{\displaystyle \mathbb {R} ^{\neq a}=\mathbb {R} \setminus \{a\}} die Menge aller reellen Zahlen außer der Zahl {\displaystyle a},
{\displaystyle \mathbb {R} ^{\geq a}=\{x\in \mathbb {R} \mid x\geq a\}},
{\displaystyle \mathbb {R} ^{>a}=\{x\in \mathbb {R} \mid x>a\}},
{\displaystyle \mathbb {R} ^{\leq a}=\{x\in \mathbb {R} \mid x\leq a\}},
{\displaystyle \mathbb {R} ^{<a}=\{x\in \mathbb {R} \mid x<a\}}.
Besonders häufig wird diese Schreibweise mit {\displaystyle a=0} verwendet, um die Menge {\displaystyle \mathbb {R} ^{>0}} der positiven reellen Zahlen oder die Menge {\displaystyle \mathbb {R} ^{\geq 0}} der nichtnegativen reellen Zahlen zu bezeichnen. Gelegentlich finden sich für den Spezialfall {\displaystyle a=0} auch die Bezeichnungen {\displaystyle \mathbb {R} ^{+}} oder {\displaystyle \mathbb {R} _{0}^{+}}. Hierbei ist jedoch Vorsicht geboten, da in {\displaystyle \mathbb {R} ^{+}} bei manchen Autoren die Null eingeschlossen ist, bei anderen nicht.

## Konstruktion der reellen aus den rationalen Zahlen
Die Konstruktion der reellen Zahlen als Zahlbereichserweiterung der rationalen Zahlen war im 19. Jahrhundert ein wichtiger Schritt, um die Analysis auf ein solides mathematisches Fundament zu stellen. Die erste exakte Konstruktion geht wohl auf Karl Weierstraß zurück, der die reellen Zahlen über beschränkte Reihen mit positiven Gliedern definierte.
Heute gebräuchliche Konstruktionen der reellen Zahlen:
- Darstellung als Dedekindsche Schnitte rationaler Zahlen: Dabei werden die reellen Zahlen als kleinste obere Schranken von nach oben beschränkten Teilmengen der rationalen Zahlen definiert.[2]
- Darstellung als Äquivalenzklassen von Cauchy-Folgen: Diese heute weit verbreitete Konstruktion der reellen Zahlen geht wohl auf Georg Cantor zurück,[3] der die reellen Zahlen als Äquivalenzklassen rationaler Cauchy-Folgen definierte. Dabei gelten zwei Cauchy-Folgen als äquivalent, wenn ihre (punktweisen) Differenzen eine Nullfolge bilden. Wie man relativ leicht nachprüft, ist diese Relation tatsächlich reflexiv, transitiv und symmetrisch, also zur Bildung von Äquivalenzklassen geeignet.

Die durch die Addition und Multiplikation rationaler Zahlen induzierten Operationen einer Addition und Multiplikation von Äquivalenzklassen sind wohldefiniert, das heißt unabhängig von der Auswahl der Repräsentanten der Operanden, also der Cauchy-Folgen. Mit diesen wohldefinierten Operationen bilden die so definierten reellen Zahlen einen Körper. Durch die Ordnung der rationalen Zahlen wird auch eine totale Ordnung induziert. Insgesamt bilden die reellen Zahlen damit einen geordneten Körper.
- Darstellung als Äquivalenzklassen von Intervallschachtelungen rationaler Intervalle.[4]
- Vervollständigung der topologischen Gruppe der rationalen Zahlen in dem Sinne, dass die kanonische uniforme Struktur vervollständigt wird.[5]

Jede der vier genannten Konstruktionsmethoden „vervollständigt“ (komplettiert) die rationalen Zahlen, führt zur (bis auf Isomorphie) gleichen Struktur (zum Körper der reellen Zahlen) und beleuchtet eine andere Eigenschaft der rationalen und reellen Zahlen und ihrer Beziehung zueinander:
- Die Methode der Dedekindschen Schnitte vervollständigt die Ordnung auf den rationalen Zahlen zu einer ordnungsvollständigen Ordnung. Als Ergebnis liegen die rationalen Zahlen (im Sinne der Ordnung) dicht in den reellen Zahlen und jede nach oben beschränkte Teilmenge besitzt ein Supremum.
- Die Methode der Cauchyfolgen vervollständigt die Menge der rationalen Zahlen als metrischen Raum zu einem vollständigen metrischen Raum im topologischen Sinn. Damit liegen die rationalen Zahlen im topologischen Sinn dicht in den reellen Zahlen und jede Cauchy-Folge besitzt einen Grenzwert. Diese Methode der Vervollständigung (Komplettierung) ist auch bei vielen anderen mathematischen Strukturen anwendbar.
- Die Methode der Intervallschachtelungen reflektiert die numerische Berechnung von reellen Zahlen: Sie werden durch Näherungswerte mit einer gewissen Genauigkeit (einem Näherungsfehler) approximiert, also in ein Intervall um den Näherungswert eingeschlossen. Der Beweis, dass sich die Näherung (durch iterative oder rekursive Verfahren) beliebig verbessern lässt, ist dann ein Beweis für die „Existenz“ eines reellen Grenzwertes.
- Die Methode über die Vervollständigung einer uniformen Struktur verwendet ein besonders allgemeines Konzept, das sich nicht nur auf geordnete oder mit einem Abstandsbegriff versehene Strukturen wie die rationalen Zahlen anwenden lässt.

## Axiomatische Einführung der reellen Zahlen
Die Konstruktion der reellen Zahlen als Zahlbereichserweiterung der rationalen Zahlen wird in der Literatur oft in vier Schritten vorgenommen: Von der Mengenlehre über die natürlichen, die ganzen, die rationalen schließlich zu den reellen Zahlen wie oben beschrieben. Eine direkte Möglichkeit, die reellen Zahlen mathematisch zu erfassen, besteht darin, sie durch Axiome zu beschreiben. Dazu benötigt man drei Gruppen von Axiomen – die Körperaxiome, die Axiome der Ordnungsstruktur sowie ein Axiom, das die Vollständigkeit garantiert.
1. Die reellen Zahlen sind ein Körper.
2. Die reellen Zahlen sind total geordnet (siehe auch geordneter Körper), d. h., für alle reellen Zahlen {\displaystyle a,b,c} gilt:
  1. Es gilt genau eine der Beziehungen {\displaystyle a<b}, {\displaystyle a=b}, {\displaystyle b<a} (Trichotomie).
  2. Aus {\displaystyle a<b} und {\displaystyle b<c} folgt {\displaystyle a<c} (Transitivität).
  3. Aus {\displaystyle a<b} folgt {\displaystyle a+c<b+c} (Verträglichkeit mit der Addition).
  4. Aus {\displaystyle a<b} und {\displaystyle c>0} folgt {\displaystyle ac<bc} (Verträglichkeit mit der Multiplikation).
3. Die reellen Zahlen sind ordnungsvollständig, d. h., jede nichtleere, nach oben beschränkte Teilmenge von {\displaystyle \mathbb {R} } besitzt ein Supremum in {\displaystyle \mathbb {R} }.

Wenn man die reellen Zahlen axiomatisch einführt, dann ist die Konstruktion als Zahlbereichserweiterung eine Möglichkeit für den Beweis ihrer Existenz, genauer: Die Konstruktion in vier Schritten aus der Mengenlehre beweist, dass ein Modell für die durch die Axiome beschriebene Struktur in der Mengenlehre, von der die Konstruktion ausging, vorhanden ist. Außerdem ist durch die angegebenen Axiome der Körper der reellen Zahlen bis auf Isomorphie eindeutig bestimmt. Dies folgt im Wesentlichen daraus, dass ein Modell der reellen Zahlen außer der Identität keinen weiteren Automorphismus zulässt.
Statt der oben genannten Axiome gibt es weitere Möglichkeiten, die reellen Zahlen axiomatisch zu charakterisieren. Besonders das Axiom der Vollständigkeit kann unterschiedlich formuliert werden. So gibt es insbesondere für die oben beschriebenen Konstruktionsmöglichkeiten auch unterschiedliche Möglichkeiten, die Vollständigkeit auszudrücken, wie der nächste Abschnitt zeigt.

### Zum Supremumsaxiom gleichwertige Axiome
Alternativ zum Supremumsaxiom kann gefordert werden:
- Das Archimedische Axiom und das Vollständigkeitsaxiom, das besagt, dass jede Cauchy-Folge in {\displaystyle \mathbb {R} } konvergiert.
- Das Archimedische Axiom und das Intervallschachtelungsaxiom, das besagt, dass der Durchschnitt jeder monoton fallenden Folge abgeschlossener beschränkter Intervalle nichtleer ist.
- Das Infimumsaxiom, das besagt, dass jede nichtleere nach unten beschränkte Teilmenge von {\displaystyle \mathbb {R} } ein Infimum besitzt.
- Das Heine-Borel-Axiom, das besagt, dass, wenn ein abgeschlossenes, beschränktes Intervall von {\displaystyle \mathbb {R} } durch beliebig viele offene Mengen von {\displaystyle \mathbb {R} } überdeckt wird, es unter diesen offenen Mengen stets auch nur endlich viele gibt, die das Intervall bereits überdecken.
- Das Bolzano-Weierstraß-Axiom, das besagt, dass jede unendliche beschränkte Teilmenge von {\displaystyle \mathbb {R} } mindestens einen Häufungspunkt besitzt.
- Das Monotonieaxiom, das besagt, dass jede monotone beschränkte Folge in {\displaystyle \mathbb {R} } konvergiert.
- Das Zusammenhangsaxiom, das besagt, dass die reellen Zahlen mit der üblichen Topologie versehen einen zusammenhängenden topologischen Raum bilden.

Außerdem gibt es die Möglichkeit, die Vollständigkeit durch stetige Funktionen zu beschreiben, indem man bestimmte Eigenschaften stetiger Funktionen zu Axiomen erhebt. Etwa:
- Das Zwischenwertaxiom:
Eine auf einem Intervall von {\displaystyle \mathbb {R} } definierte stetige reelle Funktion nimmt in ihrem Wertebereich stets jeden Zwischenwert an.
- Das Beschränktheitsaxiom:
Eine auf einem abgeschlossenen und beschränkten Intervall von {\displaystyle \mathbb {R} } definierte stetige reelle Funktion hat stets einen nach oben beschränkten Wertebereich.
- Das Maximumsaxiom:
Eine auf einem abgeschlossenen und beschränkten Intervall von {\displaystyle \mathbb {R} } definierte stetige reelle Funktion besitzt stets eine Maximumsstelle.

## Mächtigkeiten
Die Mächtigkeit von {\displaystyle \mathbb {R} } wird mit {\displaystyle {\mathfrak {c}}} (Mächtigkeit des Kontinuums) bezeichnet. Sie ist größer als die Mächtigkeit der Menge der natürlichen Zahlen, die als kleinste unendliche Mächtigkeit {\displaystyle \aleph _{0}} heißt. Die Menge der reellen Zahlen ist deshalb überabzählbar. Ein Beweis für ihre Überabzählbarkeit ist Cantors zweites Diagonalargument. Informell bedeutet „Überabzählbarkeit“, dass jede Liste {\displaystyle x_{1},x_{2},x_{3},\dotsc } reeller Zahlen unvollständig ist.
Da die Menge der reellen Zahlen gleichmächtig zu der Potenzmenge der natürlichen Zahlen ist, gibt man ihre Mächtigkeit auch mit {\displaystyle 2^{\aleph _{0}}} an.
Die eingangs genannten weniger umfassenden Erweiterungen der Menge der natürlichen Zahlen sind dagegen gleichmächtig zur Menge der natürlichen Zahlen, also abzählbar. Für die Menge der rationalen Zahlen lässt sich dies durch Cantors erstes Diagonalargument beweisen. Selbst die Menge der algebraischen Zahlen und allgemeiner die Menge der berechenbaren Zahlen sind abzählbar. Die Überabzählbarkeit entsteht also erst durch die Hinzunahme der nicht berechenbaren transzendenten Zahlen.
In der Mengenlehre wurde nach Cantors Entdeckungen die Frage untersucht: „Gibt es eine Mächtigkeit zwischen abzählbar und der Mächtigkeit der reellen Zahlen, zwischen {\displaystyle \aleph _{0}} und {\displaystyle {\mathfrak {c}}}?“ – Oder, für die reellen Zahlen formuliert: „Ist jede überabzählbare Teilmenge der reellen Zahlen gleichmächtig zur Menge aller reellen Zahlen?“ Die Vermutung, dass die Antwort auf die erste Frage „Nein“ und auf die zweite Frage „Ja“ lautet, wird als Kontinuumshypothese (CH) bezeichnet, kurz formuliert als {\displaystyle \aleph _{1}={\mathfrak {c}}} und {\displaystyle 2^{\aleph _{0}}=\aleph _{1}}. Die Kontinuumshypothese ist unabhängig von den üblicherweise verwendeten Axiomensystemen wie der Zermelo-Fraenkel-Mengenlehre mit Auswahlaxiom (ZFC), d. h., sie kann im Rahmen dieser Systeme weder bewiesen noch widerlegt werden.

## Topologie, Kompaktheit, erweiterte reelle Zahlen
Die übliche Topologie, mit der die reellen Zahlen versehen werden, ist diejenige, die aus der Basis der offenen Intervalle
{\displaystyle (a,b)={]a,b[}=\{x\in \mathbb {R} \mid a<x<b\};\quad a,b\in \mathbb {R} }
erzeugt wird. In dieser Form geschrieben ist es die Ordnungstopologie. Offene Intervalle in den reellen Zahlen lassen sich aber auch durch Mittelpunkt {\displaystyle p} und Radius {\displaystyle r} darstellen: {\displaystyle ]p-r,p+r[}, also als offene Kugeln
{\displaystyle B_{r}(p):=\{x\in \mathbb {R} \mid |x-p|<r\}}
bezüglich der durch die Betragsfunktion definierten Metrik {\displaystyle d(x,y):=|x-y|}. Die von den offenen Intervallen erzeugte Topologie ist also gleichzeitig die Topologie dieses metrischen Raums. Da die rationalen Zahlen in dieser Topologie dicht liegen, reicht es, sich bei den Intervallgrenzen bzw. den Mittelpunkten und Radien der Bälle, die die Topologie definieren, auf rationale Zahlen {\displaystyle a,b,p,r} zu beschränken, die Topologie genügt daher beiden Abzählbarkeitsaxiomen.
Im Gegensatz zu den rationalen Zahlen sind die reellen Zahlen ein lokalkompakter Raum; zu jeder reellen Zahl {\displaystyle x} lässt sich also eine offene Umgebung angeben, deren Abschluss kompakt ist. So eine offene Umgebung ist einfach zu finden; jede beschränkte, offene Menge {\displaystyle U} mit {\displaystyle x\in U} leistet das Gewünschte: nach dem Satz von Heine-Borel ist {\displaystyle {\bar {U}}} kompakt.
Der reelle Zahlenkörper ist nur lokalkompakt, aber nicht kompakt. Eine verbreitete Kompaktifizierung sind die sogenannten erweiterten reellen Zahlen {\displaystyle {\overline {\mathbb {R} }}:=\mathbb {R} \cup \{-\infty ,+\infty \}}, wobei die Umgebungen von {\displaystyle -\infty } durch die Umgebungsbasis
{\displaystyle \{B_{r}(-\infty )\mid r\in \mathbb {Q} ^{+}\}} mit {\displaystyle B_{r}(-\infty ):=\{x\in \mathbb {R} \mid x<-{\tfrac {1}{r}}\}}
und die Umgebungen von {\displaystyle +\infty } durch die Umgebungsbasis
{\displaystyle \{B_{r}(+\infty )\mid r\in \mathbb {Q} ^{+}\}} mit {\displaystyle B_{r}(+\infty ):=\{x\in \mathbb {R} \mid x>{\tfrac {1}{r}}\}}
definiert werden. Diese Topologie genügt weiterhin beiden Abzählbarkeitsaxiomen. {\displaystyle {\overline {\mathbb {R} }}} ist homöomorph zum abgeschlossenen Intervall {\displaystyle [0,1]}, beispielsweise ist die Abbildung {\displaystyle x\mapsto \arctan x} ein Homöomorphismus {\displaystyle {\overline {\mathbb {R} }}\to [-\pi /2,\pi /2]}, und alle kompakten Intervalle sind mittels affin-linearer Funktionen homöomorph. Bestimmt divergente Folgen sind in der Topologie der erweiterten reellen Zahlen konvergent, beispielsweise handelt die Aussage
{\displaystyle \lim _{n\to \infty }n^{2}=+\infty }
in dieser Topologie von einem echten Grenzwert.
Mit {\displaystyle -\infty <x<\infty } für alle {\displaystyle x\in \mathbb {R} } sind die erweiterten reellen Zahlen weiterhin totalgeordnet. Es ist allerdings nicht möglich, die Körperstruktur der reellen Zahlen auf die erweiterten reellen Zahlen zu übertragen, beispielsweise hat die Gleichung {\displaystyle \infty +x=\infty } keine eindeutige Lösung.

## Verwandte Themen
- Ein Nicht-Standard-Modell der Analysis leitet sich aus der Modelltheorie ab.
- Eine näherungsweise Darstellung reeller Zahlen im Computer erfolgt durch Gleitkommazahlen.
- Berechnungen unter Berücksichtigung der Näherungsfehler ermöglicht die Intervallarithmetik.
- Die Darstellung von Zahlen erfolgt in einem Zahlensystem.